# Neocorynura pleurites
Neocorynura pleurites is een vliesvleugelig insect uit de familie Halictidae. De wetenschappelijke naam van de soort is voor het eerst geldig gepubliceerd in 1904 door Vachal als Halictus pleurites.